# یوزف آدامیک
یوزف آدامیک (انگلیسی: Jozef Adamec؛ زادهٔ ۲۶ فوریهٔ ۱۹۴۲ – درگذشته ۲۴ دسامبر ۲۰۱۸) بازیکن و مربی سابق فوتبال اهل چکسلواکی بود.
از باشگاه‌هایی که در آن بازی کرده‌است می‌توان به باشگاه فوتبال اسلوان براتیسلاوا و دوکلا پراگ اشاره کرد.
وی همچنین در تیم ملی فوتبال تیم ملی فوتبال چکسلواکی بازی کرده‌است.